# 이왕 (한)
이왕(二王)은 역사서 후한서(後漢書)에서 유래된 명칭이다. 같이 언급된 선병(宣秉)과 정균(鄭均)을 포함해 선정이왕(宣鄭二王)이라 칭하기도 한다.

## 명단

### 이왕
- 왕단(王丹)
- 왕량(王良)

### 선정이왕
- 왕단(王丹)
- 왕량(王良)
- 선병(宣秉)
- 정균(鄭均)

## 정사 후한서에서의 취급
이들(이왕 또는 선정이왕)은 모두 27권에 열전이 수록되어 있다. 범엽의 평에서 이들을 묶어 평하여 이 명칭이 유래 되었다.